# Ochthebius pedroi
Ochthebius pedroi är en skalbaggsart som beskrevs av Manfred A. Jäch 2000. Ochthebius pedroi ingår i släktet Ochthebius och familjen vattenbrynsbaggar. Inga underarter finns listade i Catalogue of Life.